# Florian-Medaille der Hessischen Jugendfeuerwehr
Die Florian-Medaille der Hessischen Jugendfeuerwehr  wird in Anerkennung der Verdienste in und um die Jugendarbeit in den Feuerwehren des Landes Hessen von der Hessischen Jugendfeuerwehr im Landesfeuerwehrverband Hessen verliehen.

## Gestaltung

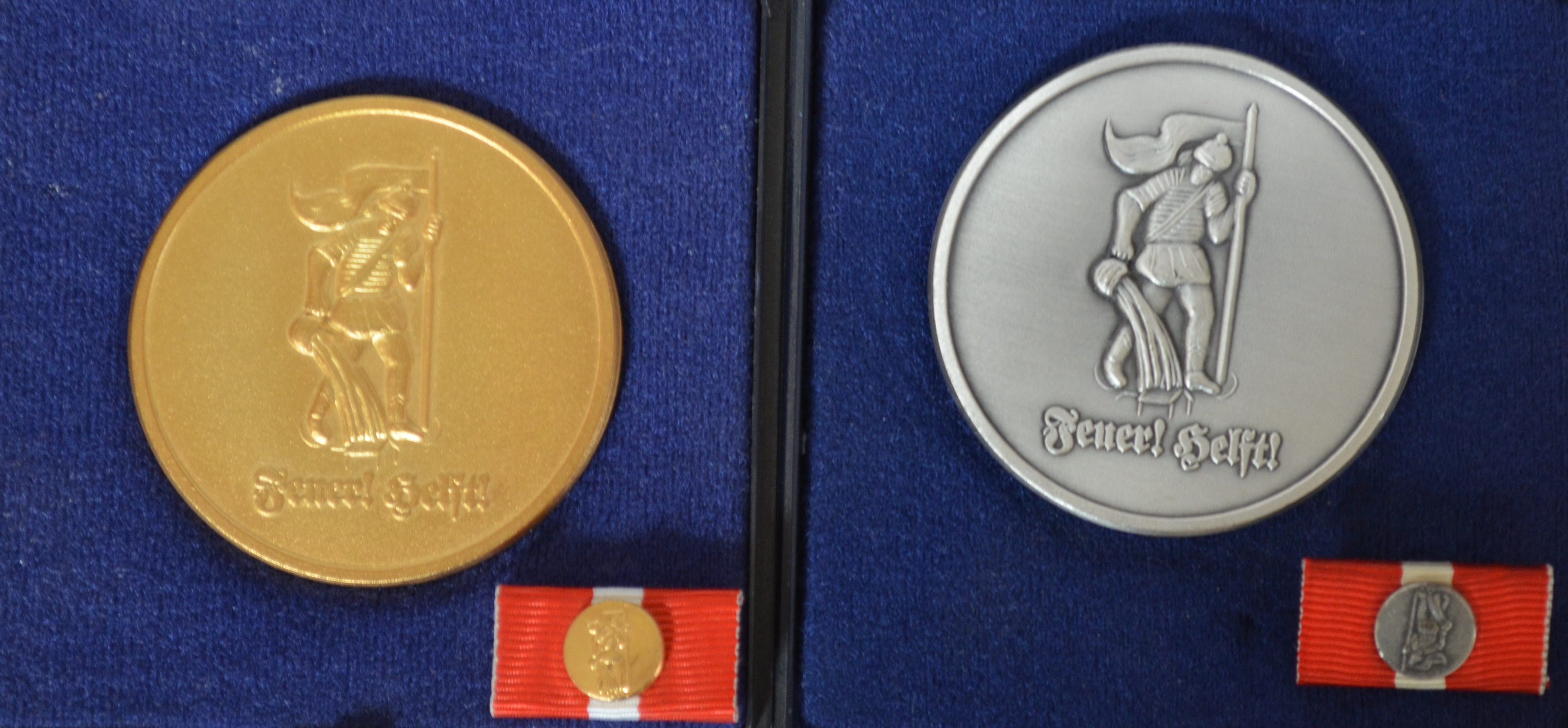
Florian-Medaille der Hessischen Jugendfeuerwehr in Gold und Silber mit Bandschnallen

Die Florian-Medaille der Hessischen Jugendfeuerwehr zeigt auf der Vorderseite ein Bildnis des Schutzpatrons der Feuerwehr Sankt Florian mit dem Schriftzug „Feuer! Helft!“ Auf der Rückseite befindet sich die Prägung des Landeswappen Hessens, das von der Inschrift „DANK UND ANERKENNUNG – HESSISCHE JUGENDFEUERWEHR“ umrahmt wird. Die Medaille hat einen Durchmesser von 5 cm.

## Stufen
Die Florian-Medaille wird in folgenden Stufen verliehen:
- in Bronze,
- in Silber,
- in Gold.

## Verleihung
Die Florian-Medaille der Hessischen Jugendfeuerwehr wird vom Landesjugendfeuerwehrwart des Landes Hessen verliehen. Über die Verleihung wird eine Ehrenurkunde ausgestellt. Mit der Verleihung wird auch eine entsprechende Bandschnalle ausgehändigt.

## Voraussetzungen
Der zu ehrenden Person muss grundsätzlich die Florian-Medaille der vorherigen bestehenden Stufe bereits verliehen worden sein.

### Florian-Medaille Bronze
Für die Verleihung der Florian-Medaille Bronze gilt eine der folgenden Mindestvoraussetzungen:
- Feuerwehrangehörige bzw. Helfer, die sich durch ihre Tätigkeit in der Jugendarbeit in einem Zeitraum von über drei Jahren hervorgetan haben.
- Privatpersonen, die sich besonders durch ihre Tätigkeit in der Jugendfeuerwehr verdient gemacht haben.
- Feuerwehrangehörige, die aus der aktiven Jugendarbeit in der Feuerwehr ausscheiden und über einen Zeitraum von mindestens drei Jahren die Position eines Fachgebietsleiters, Betreuers, Jugendgruppenleiters oder Jugendgruppensprechers innehatten.
- Leitende Funktionsträger in der Jugendarbeit der Feuerwehr, welche mindestens drei Jahre ihr Amt ausgeübt haben.

### Florian-Medaille Silber
Für die Verleihung der Florian-Medaille Silber gilt eine der folgenden Mindestvoraussetzungen:
- Feuerwehrangehörige bzw. Helfer, die sich durch ihre Tätigkeit in der Jugendarbeit in einem Zeitraum von über zehn Jahren hervorgetan haben und schon die Florian-Medaille in Bronze besitzen.
- Privatpersonen, die sich besonders durch ihre Tätigkeit in der Jugendfeuerwehr einem Zeitraum von über zehn Jahren hervorgetan haben.
- Feuerwehrangehörige, die aus der aktiven Jugendarbeit in der Feuerwehr ausscheiden und über einen Zeitraum von mindestens sechs Jahren die Position eines Fachgebietsleiters, Betreuers, Jugendgruppenleiters oder Jugendgruppensprechers innehatten.
- Leitende Funktionsträger in der Jugendarbeit der Feuerwehr, welche mindestens fünf Jahre ihr Amt ausgeübt haben.

### Florian-Medaille Gold
Für die Verleihung der Florian-Medaille Gold gilt eine der folgenden Mindestvoraussetzungen:
- Feuerwehrangehörige bzw. Helfer, die sich durch ihre Tätigkeit in der Jugendarbeit in einem Zeitraum von über 15 Jahren hervorgetan haben und schon die Florian-Medaille in Silber besitzen.
- Privatpersonen, die sich besonders durch ihre Tätigkeit in der Jugendfeuerwehr einem Zeitraum von über 15 Jahren hervorgetan haben.
- Feuerwehrangehörige, die über einen Zeitraum von mindestens neun Jahren die Position eines Fachgebietsleiters, Betreuers, Jugendgruppenleiters oder Jugendgruppensprechers innehaben.
- Leitende Funktionsträger in der Jugendarbeit der Feuerwehr, welche mindestens acht Jahre ihr Amt ausgeübt haben.

## Stifter
Der Landesfeuerwehrverband Hessen ist einer von 16 Landesfeuerwehrverbänden im Deutschen Feuerwehrverband. Er wurde am 21. April 1954 in Frankfurt am Main gegründet. Der Verband ist der Zusammenschluss von 32 Stadt- und Kreisfeuerwehrverbänden, die in drei Bezirksfeuerwehrverbänden untergliedert sind. In den hessischen Feuerwehren sind nahezu 500.000 Mitglieder zusammengeschlossen. Die größte Hilfeleistungsorganisation in Hessen hat in rund 2.500 Freiwillige Feuerwehren, sieben Berufsfeuerwehren sowie 53 Werk- und Betriebsfeuerwehren rund 74.000 aktive Feuerwehrleute und rund 23.900 Jugendfeuerwehrleute.